# Friedrich W. Bauschulte

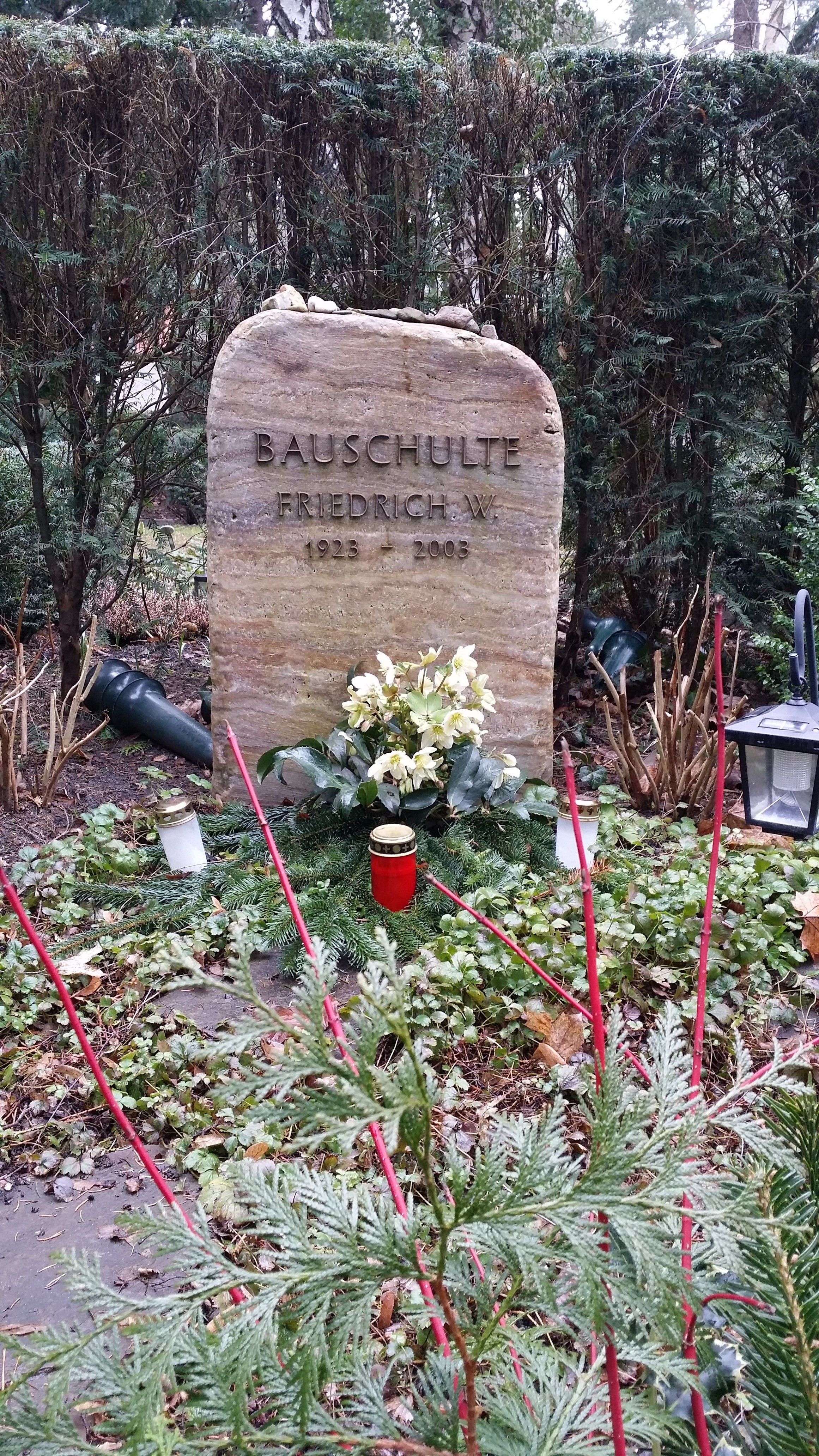
Das Grab von Friedrich W. Bauschulte

Friedrich Wilhelm Bauschulte (* 17. März 1923 in Münster; † 28. Mai 2003 in Berlin) war ein deutscher Schauspieler, Hörspiel- und Synchronsprecher.

## Leben und Werk
Bauschulte erhielt zunächst privaten Schauspielunterricht, unter anderem bei Heinz Ladiges. 1943/44 besuchte er die Schauspielschule des Deutschen Theaters in Berlin. Nach Engagements in Münster, Bremen und Wuppertal erhielt er 1963 eine feste Anstellung an den  Staatlichen Schauspielbühnen Berlin. 1970 wurde er zum Berliner Staatsschauspieler ernannt.
Neben diversen Rollen in Film und Fernsehen arbeitete Bauschulte auch umfangreich als Synchronsprecher. Seine bekannteste Synchronrolle war die des Lieutenant Mike Stone in der US-Fernsehserie Die Straßen von San Francisco, gespielt von Karl Malden, den er fortan in allen seinen Filmen synchronisierte. Er sprach aber auch mehrfach die deutschen Stimmen von Sidney James und Cyril Chamberlain in Filmen der Carry-On-Filmreihe. Darüber hinaus synchronisierte er u. a. Richard Attenborough in Jurassic Park, Alec Guinness in Eine Leiche zum Dessert, Edward Platt in der Serie Mini-Max und Barnard Hughes in der Serie Mr. Merlin. Den Kindern der 1970er-Jahre ist seine Stimme als Herr Rossi in Herr Rossi sucht das Glück bekannt.
Von 1978 bis 1999 war er als Professor van Dusen in der gleichnamigen Hörspielserie des RIAS (später DeutschlandRadio Berlin) zu hören. Daneben war er in zahlreichen weiteren Hörspielen zu hören, so zwischen 1959 und 1962 in drei Mehrteilern aus der Paul-Temple-Reihe des WDRs und 1978 als Erzähler in Der liebe Herr Teufel.
Friedrich W. Bauschulte war mit der Theaterschauspielerin und Hörspielsprecherin Paula Ruth Bauschulte (geb. Mehrwald, * 18. August 1925; † 16. Januar 2023) verheiratet, mit der er vier Kinder hatte. Das Paar lebte im Berliner Stadtteil Grunewald.
Am 28. Mai 2003 starb Friedrich W. Bauschulte im Alter von 80 Jahren in Berlin und seine letzte Ruhe fand er auf dem Evangelischen Friedhof Nikolassee. Die Grabstätte liegt im Feld C II (7/8). Seine Ehefrau wurde ebenfalls auf dem Friedhof Nikolassee beigesetzt.

## Hörspiele (Auswahl)
- 1959: Francis Durbridge: Paul Temple und der Fall Spencer als Inspektor Vosper – Regie: Eduard Hermann (Kriminalhörspiel – WDR)
- 1960: Francis Durbridge: Paul Temple und der Fall Conrad als  Paddy, alias Captain Smith – Regie: Eduard Hermann (Kriminalhörspiel – WDR)
- 1962: Francis Durbridge: Paul Temple und der Fall Margo als Larry Cross – Regie: Eduard Hermann (Kriminalhörspiel – WDR)
- 1965: Traute Hellberg: Ausweg (Dr. Bernitt) – Regie: Oswald Döpke (RIAS Berlin)
- 1968: Ephraim Kishon: Zieh den Stecker raus, das Wasser kocht als Mr. Green – Regie: Wolfgang Spier (Hörspiel – RIAS Berlin)
- 1980: J. R. R. Tolkien: Der Hobbit – Regie: Heinz Dieter Köhler (Hörspiel – WDR)
- 1985: Janwillem van de Wetering: Der Commissaris geht in Kur als Juriaans – Regie: Peter Michel Ladiges (Kriminalhörspiel – SWF/SFB)
- 1978–1999: Professor van Dusen (Folgen 1–79), als Prof. Dr. Dr. Dr. Augustus van Dusen (Kriminalhörspielreihe – RIAS Berlin bzw. DLR)
- 1998: Hans Helge Ott: Oh George! (Gekürzte Fassung) – Regie: Louise Rhode (RB)
- Benjamin Blümchen (Folge: 35 und 54), als Dr. Muffel
- Benjamin Blümchen (Folge: 81), als Geschichtenerzähler
- Bibi Blocksberg (Folge: 28), als Professor Bienenbein
- Bibi Blocksberg (Folge: 56), als Professor Hagelkorn
- Spuk auf Blackstone Castle, als Sir Malcolm

## Filmografie (Auswahl)
- 1960: Das Haus voller Rätsel
- 1961: Inspektor Hornleigh greift ein… – Mord ohne Motiv
- 1971: Yester, der Name stimmt doch?
- 1972: Das Geheimnis der alten Mamsell (Fernsehfilm; als Off-Erzähler)
- 1973: Im Schillingshof (Fernsehfilm; als Off-Erzähler)
- 1976: Sladek oder Die schwarze Armee
- 1977: Es muß nicht immer Kaviar sein (Fernsehserie)
- 1977–1980: Ein verrücktes Paar (Fernsehserie)
- 1979: Verführungen (Fernsehfilm)
- 1982: Slapstick (Slapstick (Of Another Kind))
- 1983: Geschichten aus der Heimat (Fernsehserie) Folge: Das Silvesterbaby
- 1983: Marianne und Sophie
- 1983: Die zweite Frau (Fernsehfilm; als Off-Erzähler)
- 1983: Frühlingssinfonie
- 1985: Ich heirate eine Familie (Fernsehserie)
- 1985: Bas-Boris Bode – Der Junge, den es zweimal gab (Synchronstimme, Fernsehserie)
- 1985: Die Frau mit den Karfunkelsteinen (Fernsehfilm; als Off-Sprecher)
- 1986: Wanderungen durch die Mark Brandenburg
- 1987: Praxis Bülowbogen (Fernsehserie)
- 1989: Eine unheimliche Karriere
- 1990: Hotel Paradies (Fernsehserie)
- 1993: Mit Leib und Seele (TV-Serie, 4. Staffel)
- 1995: Radetzkymarsch

## Synchronrollen (Auswahl)
Richard Attenborough
- 1993: Jurassic Park als John Hammond
- 1997: Vergessene Welt: Jurassic Park als John Hammond

John Gielgud
- 1985: Die letzte Jagd als Cornelius Cardew
- 1994: Scarlett (Fernsehserie) als Pierre Robbillard
- 1998: Das magische Schwert – Die Legende von Camelot als Merlin

George Gaynes
- 1984: Police Academy – Dümmer als die Polizei erlaubt als Kommandant Eric Lassard
- 1985: Police Academy 2 – Jetzt geht’s erst richtig los als Kommandant Eric Lassard
- 1986: Police Academy 3 – … und keiner kann sie bremsen als Kommandant Eric Lassard
- 1987: Police Academy 4 – Und jetzt geht’s rund als Kommandant Eric Lassard
- 1988: Police Academy 5 – Auftrag Miami Beach als Kommandant Eric Lassard
- 1989: Police Academy 6 – Widerstand zwecklos als Kommandant Eric Lassard
- 1994: Police Academy 7 – Mission in Moskau als Kommandant Eric Lassard

### Filme
- 1959: Cyril Chamberlain in Ist ja irre – Lauter liebenswerte Lehrer als Alf
- 1969: Sidney James in Das total verrückte Irrenhaus als Gladstone Screwer
- 1973: Bernard Blier in Ich weiß von nichts und sage alles als Gastie–Leroy
- 1975: Enzo Cannavale in Plattfuß räumt auf als Caputo
- 1979: Renzo Marignano in Das Concorde Inferno als Martinez, Millands Ratgeber
- 1982: Richard Crenna in Rambo: First Blood als Col. Trautman
- 1983: Sean Sullivan in Dead Zone als Herb Smith
- 1987: Jean-Claude Dreyfus in Ein unzertrennliches Gespann als Berater
- 1993: Clive Revill in Der Seewolf als Thomas C. Mugridge
- 1993: Robert Prosky in Mrs. Doubtfire – Das stachelige Kindermädchen als Jonathan Lundy

### Serien
- 1969–1972: Laurence Naismith in Die 2 als Richter Fulton
- 1972–1977: Karl Malden in Die Straßen von San Francisco als Lt. Mike Stone
- 1981–1982: Ramon Bieri in Bret Maverick als Elijah Crow
- 1984–1986: Jacques Dacqmine in Allein gegen die Mafia als Professor Sebastiano Cannito
- 1987–1994: Lee Bergere in Fackeln im Sturm als Nicolas Fabre
- 1995–1998: Steven Gilborn in Ellen als Harold Morgan
- 1996: Ballard Berkeley in Fawlty Towers als Major Gowen